# Луцій Вітеллій (консул 34 року)

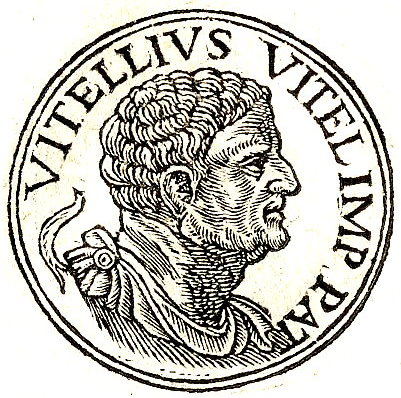
Луцій Вітеллій

Луцій Вітеллій (лат. Lucius Vitellius; 10 рік до н. е. — 51 рік н. е.) — політичний та військовий діяч Римської імперії, тричі консул 34, 43 і 47 років.

## Життєпис

### Служба у Сирії
Походив з роду вершників Вітелліїв. Син Публія Вітеллія. Замолоду Луцій входив до оточення Антонії Молодшої та надавав їй різні послуги, а також був близьким другом її сина Клавдія. У 34 році був обраний консулом разом з Павлом Фабієм Персіком , разом із яким організував святкування на честь другого десятиліття правління Тиберія.
У 35 році Вітеллій призначений легатом-пропретором Сирії, де завоював славу хороброго вояка. Тиберій доручив Вітеллію надати допомогу Тіридату, претенденту на парфянський престол, у поваленні царя Артабана. Під загрозою військового вторгнення Вітеллій завадив Артабану організувати успішний опір іберійському царю Фарасману та його братові Мітридату, які окупували Вірменію. Зрештою Артабан змушений був очистити цю територію. Втрата Вірменії призвела до різкого падіння популярності Артабана в Парфії, і він був повалений Сіннаком при підбурюванні Вітеллія. Луцій Вітеллій та Тіридат з римськими легіонами переправився на лівий берег Євфрату. Тут Вітеллій, переконавшись у тому, що парфяни визнали Тіридата царем, повернувся до Сирії.
У 36 році Вітеллій спрямував легата Марка Требеллія для придушення повстання клітів у Каппадокії. У лютому 37 року Вітеллій отримав наказ Тиберія оголосити війну Ареті, царю Петри Аравійської, який напав на Ірода, тетрарха Юдеї. З двома легіонами Вітеллій рушив до Петри через Юдею. Там розглянув скаргу самарян на дії префекта Юдеї Понтія Пілата, призначив замість нього Публіція Марцелла, а Пілатові наказав їхати до Риму й відповісти на звинувачення перед імператором. Після цього Вітеллій відвідав Єрусалим, звільнив юдеїв від податку на продаж плодів, повернув у їх розпорядження релігійну святиню (шати первосвященика), змістив первосвященика Каяфу і замінив його Іонатаном. В Єрусалимі Вітеллій отримав звістку про смерть Тиберія і повернувся до Антіохії.
У цей час Артабан набрав у гірських сатрапіях військо із скіфів та розпочав війну за повернення на парфянський трон. Тіридат втік до Сирії. Відповідно до вказівок, отриманих ще від Тиберія, Вітеллій зустрівся з ним на мосту посередині Євфрату і уклав договір. Рим визнав царем Парфії Артабана, який віддав почесті римським військовим значкам та зображенням імператора, передав римлянам свого сина як заручника, Вірменія отримала незалежність від Парфії та її царем було визнано римського ставленика Мітридата.

### У Римі
У 39 році імператор Калігула відкликав Вітеллія з Сирії з наміром стратити його за підозрою у змові. Вітеллій, проте, зумів пом'якшити імператора, звернувшись до нього з приниженим благанням про помилування і раболіпними лестощами. Калігула помилував Вітеллія і включив його у своє найближче оточення. З цих пір Вітеллій втратив загальну повагу через свою ганебну поведінку.
Після смерті Калігули Вітеллій користувався довірою імператора Клавдія, завдяки чому здобув величезний вплив при дворі, але тим не менш продовжував лестити і запобігати перед імператором, його дружиною Мессаліною та вільновідпущениками Нарцисом і Паллантом.
У 43 році Луцій Вітеллій вдруге обійняв посаду консула, цього разу разом з імператором Клавдієм. Під час своєї каденції керував усіма державними справами, коли імператор виїхав на війну до Британії. У 44 році став членом колегії арвальских братів. У 47 році обрано консулом втретє, знову разом з імператором Клавдієм. У 48 році став цензором, також разом з імператором Клавдієм. За порадою Вітеллія Клавдій засудив до смерті Децима Валерія Азіатіка, за намовою Мессаліни звинуваченого у державній зраді.
У жовтні 48 році Вітеллій супроводжував у Остію імператора Клавдія. Тоді ж у Римі Мессаліна оголосила про розлучення з Клавдієм і вийшла заміж за Гая Сілія. Вольновідпущеник Клавдія Нарцис, який був ворожий до Мессаліни, не дозволив Вітеллію пом'якшити гнів імператора по відношенню до неї. Нарцис наполегливо вимагав, щоб Вітеллій відверто висловився щодо цієї справи, однак тому вдалося ухилитися і не сказати нічого певного. Мессаліна була страчена, але Вітеллію незабаром вдалося домогтися милості Агрипіни, яка домагалася шлюбу з Клавдієм. Він звинуватив у кровозмішенні Луція Сілана, який був заручений з Октавією, донькою Клавдія. Це призвело до розриву заручин та самогубства Сілана, а новим нареченим Октавії став син Агрипіни — Нерон. Намічений шлюб Клавдія та Агрипіни представляв труднощі з огляду на те, що Агрипіна була небогою Клавдія, однак Вітеллій домігся постанови сенату, що дозволяла подібні шлюби.
У 51 році сенатор Юлій Луп звинуватив Вітеллія в образі величі римського народу та наміру захопити владу, проте завдяки підтримці Агрипіни Вітеллія було виправдано, а його обвинувач вигнаний. Незабаром після цього Вітеллій помер від удару. Був похований за державний кошт, його статуї були виставлені на форумі.

## Родина
Дружина — Секстілія
Діти:
- Авл Вітеллій, імператор 69 року.
- Луцій Вітеллій, консул-суффект 48 року.